# Ornithose (maladie professionnelle)
Cet article décrit les critères administratifs pour qu'une ornithose ou une psittacose soit reconnue comme maladie professionnelle en France.
Ce sujet relève du domaine de la législation sur la protection sociale et a un caractère davantage juridique que médical. Pour la description clinique de la maladie se reporter à l'article suivant :

## Législation enFrance

### Régime général
| Fiche Maladie professionnelle | Fiche Maladie professionnelle | Fiche Maladie professionnelle |
| Ce tableau définit les critères à prendre en compte pour qu'une ornithose ou une psittacose soit prise en charge au titre de la maladie professionnelle | Ce tableau définit les critères à prendre en compte pour qu'une ornithose ou une psittacose soit prise en charge au titre de la maladie professionnelle | Ce tableau définit les critères à prendre en compte pour qu'une ornithose ou une psittacose soit prise en charge au titre de la maladie professionnelle                                         |
| Régime Général. Date de création : 7 mai 1988 | Régime Général. Date de création : 7 mai 1988 | Régime Général. Date de création : 7 mai 1988 |
| Tableau N° 87 RG | Tableau N° 87 RG | Tableau N° 87 RG |
| Psittacose | Psittacose | Psittacose |
| --- | --- | --- |
| Désignation des Maladies | Délai de prise en charge | Liste indicative des principaux travaux susceptibles de provoquer ces maladies |
| Pneumopathie aiguë. | 21 jours | Travaux exposant au contact avec des oiseaux, des volailles ou leurs déjections : |
| Formes typhoïdes avec troubles digestifs et états stuporeux.                                                                                            | 21 jours | - Travaux d'élevage et de vente des oiseaux ; - Travaux de soins aux oiseaux dans les parcs zoologiques et ornithologiques ; - Travaux d'élevage, vente, abattage, conservation des volailles ; |
| Formes neuroméningées. | 21 jours | |
| Dans tous les cas, la maladie doit être confirmée par l'isolement du germe ou par un examen sérologique spécifique de Chlamydia-psittaci.               | | Travaux de laboratoire comportant la manipulation des volailles et oiseaux, de leurs produits ou de leurs déjections.                                                                           |
| Date de mise à jour : | | |

### Régime agricole
| Fiche Maladie professionnelle | Fiche Maladie professionnelle | Fiche Maladie professionnelle |
| Ce tableau définit les critères à prendre en compte pour qu'une psittacose soit prise en charge au titre de la maladie professionnelle    | Ce tableau définit les critères à prendre en compte pour qu'une psittacose soit prise en charge au titre de la maladie professionnelle | Ce tableau définit les critères à prendre en compte pour qu'une psittacose soit prise en charge au titre de la maladie professionnelle                                                               |
| Régime Agricole. Date de création : 28 janvier 1988                                                                                       | Régime Agricole. Date de création : 28 janvier 1988                                                                                    | Régime Agricole. Date de création : 28 janvier 1988 |
| Tableau N° 52 RA | Tableau N° 52 RA | Tableau N° 52 RA |
| Psittacose | Psittacose | Psittacose |
| --- | --- | --- |
| Désignation des Maladies | Délai de prise en charge | Liste indicative des principaux travaux susceptibles de provoquer ces maladies |
| Pneumopathie aiguë. | 21 jours | Travaux exposant au contact avec des oiseaux, des volailles ou leurs déjections : |
| Formes typhoïdes avec troubles digestifs et états stuporeux.                                                                              | 21 jours | - Travaux d'élevage et de vente des oiseaux ; - Travaux de soins aux oiseaux dans les parcs zoologiques et Parc ornithologiques ; - Travaux d'élevage, vente, abattage, conservation des volailles ; |
| Formes neuroméningées. | 21 jours | Travaux de laboratoire comportant les manipulations de volailles et d'oiseaux, de leurs produits ou de leurs déjections.                                                                             |
| Dans tous les cas, la maladie doit être confirmée par l'isolement du germe ou par un examen sérologique spécifique de Chlamydia-psittaci. | | Travaux exécutés dans les élevages d'ovins. |
| Date de mise à jour : 19 juin 1998 | | |

Les Ornithose  sont des Zoonoses pulmonaires à Chlamydia qui se transmettent par contact avec une centaine espèces d'oiseaux sauvages et domestiques. On parle de psittacose lorsque cette maladie infectieuse est provoquée par le Chlamydophila psittaci, transmis par les Psittacidae. C'en est même la forme la plus virulente. 
Cette zoonose revêt un caractère sporadique ou parfois anadémique.

## Données épidémiologiques et professionnelles
Ces maladies se transmettent par inhalation de poussières contaminées par les déjections d'oiseaux infectés. Ces maladies sont courantes et difficiles à éviter dans les élevages avicoles et très rarement contractées en côtoyant des oiseaux isolés. Les cas de transmission d'un mammifère à un autre sont extrêmement rare. Les éleveurs d'oiseaux, ainsi que tous les professionnels de la filière avicole sont exposés au cours de leur travail. 

## Données médicales
Cette maladie se traduit chez l'homme et l'oiseau par une inflammation pulmonaire qui provoque une difficulté à respirer et une fatigue post-infectieuse qui peut durer des semaines. Elle se guérit avec des antibiotiques telle que la tétracycline. 

## Sources spécifiques
- (fr) Tableau N° 87 des maladies professionnelles du régime Général
- (fr) Tableau N° 52 des maladies professionnelles du régime Agricole

## Sources générales
- (fr) Tableaux du régime Général sur le site de l’AIMT
- (fr) Guide des maladies professionnelles sur le site de l’INRS